# Pulau Masoni
Pulau Masoni är en ö i Indonesien.   Den ligger i provinsen Maluku Utara, i den nordöstra delen av landet, 2 000 km öster om huvudstaden Jakarta.